# Verdrag van Torkamanchai
Het Verdrag van Torkamanchai (Perzisch: عهدنامه ترکمنچای ; Russisch: Туркманчайский договор) was een overeenkomst tussen Kadjaars Iran en het Keizerrijk Rusland, waarmee de Russisch-Perzische Oorlog van 1826-1828 werd beëindigd. Het was de tweede van de reeks verdragen tussen Iran en Rusland (de eerste was het Verdrag van Gulistan uit 1813 en de laatste het Verdrag van Ahal uit 1881) waarbij Perzië gedwongen werd de Russische invloed over gebieden die voorheen deel uitmaakten van Iran te erkennen.
Het verdrag werd ondertekend op 21 februari 1828 (5 Sha'aban 1243) in Torkamanchai (een dorp tussen Tabriz en Teheran). Het zorgde ervoor dat Perzië de controle over verschillende gebieden in de zuidelijke Kaukasus aan Rusland afstond: het kanaat Erivan, het Kanaat Nachitsjevan en de rest van het kanaat Talysh. De grens tussen Rusland en Perzië werd gelegd bij de rivier de Aras. De gebieden omvatten het huidige Armenië, het zuiden van de Republiek Azerbeidzjan, Nachitsjevan en de Turkse provincie Iğdır.
Het verdrag werd voor Perzië ondertekend door kroonprins Abbas Mirza en Allah-Yar Khan Asaf al-Daula, kanselier van sjah Fath'Ali, en voor Rusland door generaal Ivan Paskevitsj. Net als bij het Verdrag van Gulistan uit 1813 werd het verdrag aan Perzië opgelegd na een Russische militaire overwinning. Paskevitsj dreigde Teheran binnen vijf dagen te bezetten als het verdrag niet werd ondertekend.
Met dit verdrag beëindigde Rusland het veroveren van territoria in de Kaukasus van Kadzjaars Iran in wat nu Dagestan, Oost-Georgië, Azerbeidzjan en Armenië is. Deze maakten eeuwenlang deel uit van Groot-Iran.
De gebieden bleven gedurende ongeveer 180 jaar onder Russische controle die later werd opgevolgd door de Sovjet-Unie en Dagestan bleef tot op heden een deelrepubliek binnen de Russische Federatie. Na het uiteenvallen van de Sovjet-Unie in 1991 zou het grootste deel van het in de verdragen van Gulistan en Torkamanchai afgestane grondgebied de drie onafhankelijke staten Georgië, Azerbeidzjan en Armenië gaan vormen.

## Voorwaarden
De belangrijkste voorwaarden waren:
- Artikel 4: Perzië stond het kanaat Erivan (het grootste deel van het huidige Midden-Armenië), het kanaat Nachitsjevan (het grootste deel van de huidige autonome republiek Nachitsjevan van Azerbeidzjan), het kanaat Talysh (zuidoostelijk Azerbeidzjan) en de regio's Ordubad en Mughan (nu ook onderdeel van Azerbeidzjan) en bevestigde ook de eerdere overdrachten aan Rusland van het Verdrag van Gulistan.
- Artikel 6: Perzië beloofde Rusland 10 korur in goud of 20 miljoen zilveren roebel te betalen.
- Artikel 7: Rusland beloofde Abbas Mirza te steunen als erfgenaam van de troon van Perzië bij de dood van Shah Fath Ali (de clausule werd betwist toen Abbas Mirza eerder stierf).
- Artikel 8: Perzische schepen verloren het volledige recht om door de hele Kaspische Zee en haar kusten te navigeren; dit werd aan Rusland gegeven.
- Artikel 10: Rusland kreeg het recht om overal in Perzië consulaire gezanten te sturen.
- Artikel 10: Beide partijen accepteerden handelsverdragen met gedetailleerde voorwaarden.
- Artikel 13: Krijgsgevangenen werden uitgewisseld.
- Artikel 15: Sjah Fath'Ali beloofde geen enkele inwoner of functionaris in de regio van Iraans Azerbeidzjan te vervolgen voor enige daad die tijdens de oorlog of tijdens de tijdelijke controle van de regio door Russische troepen was gepleegd. Daarnaast kregen alle inwoners van voornoemd district het recht om binnen een jaar van Perzische districten naar Russische districten te verhuizen.

## Repatriëring van Armeniërs
Krachtens artikel 15 van het verdrag kregen Armeniërs uit de Iraanse provincie Azerbeidzjan de vrijheid om te emigreren naar door Rusland gecontroleerd gebied ten noorden van de Aras. In de periode 1828-1831 na de Russische annexatie immigreerden 45.000 Armeniërs uit Iran en 100.000 uit het Ottomaanse Rijk naar Russisch Armenië. Vanaf oktober 1829 immigreerden 7.668 gezinnen naar de Russische oblast Armenië. Uiteindelijk zijn 14.047 gezinnen, bestaande uit 90.000 à 100.000 mensen, geëmigreerd.

## Slachting bij Russische ambassade
In de nasleep van de oorlog en de ondertekening van het verdrag vierde het anti-Russische sentiment in Perzië hoogtij. Op 11 februari 1829 bestormde een woedende menigte de Russische ambassade in Teheran en doodde er bijna iedereen. Onder de doden bij het bloedbad was de nieuw aangestelde ambassadeur in Perzië, Aleksandr Gribojedov, een gevierde Russische toneelschrijver. Gribojedov had een actieve rol gespeeld bij de onderhandelingen over de voorwaarden van het verdrag.
- Library of Congress Control Number: n2024041536